# Peter Venkman
Peter Venkman es un personaje ficticio de la franquicia de cine y televisión Los cazafantasmas, apareciendo tanto en las películas Los Cazafantasmas 1 y 2 como en la serie de animación Los Verdaderos Cazafantasmas. Peter es doctor en psicología y parapsicología y el protagonista de la película, aunque en la serie Egon Spengler tuvo más protagonismo. También aparece, junto a los Cazafantasmas originales, en la película de 2021 Ghostbusters: Afterlife

## Biografía ficticia
Nació en Brooklyn, Nueva York, su madre murió a muy temprana edad y tiene pésima relación con su padre, un estafador profesional. Se unió a Ray y Egon en la investigación científica de los fantasmas y otros fenómenos paranormales y es miembro fundador de los Cazafantasmas.

## Personalidad
Mujeriego y bromista, es el más irreverente de los Cazafantasmas, especialmente porque su título es en ciencia social -psicología- y no física como los otros dos miembros fundadores. Tiene una pésima relación con pegajoso (Slimer) y suele coquetear con alguna que otra clienta. 
Interpretado por Bill Murray en las dos primeras entregas. Debido a su negativa en participar en una tercera, se cancela el proyecto con el reparto original, sumado también a la trágica muerte del actor Harold Ramis (Egon Spengler). En la serie animada se le da la voz por Lorenzo Music y Dave Coulier. Sin embargo, sí aparece en la película Ghostbusters: Afterlife estrenada en 2021.